# Point Break (pel·lícula de 2015)
Point Break és una pel·lícula del gènere de thriller i d'acció coproduïda als Estats Units i a la Xina durant el 2015, nova versió de la pel·lícula de 1991, Point Break, dirigida per Ericson Core, escrita per Kurt Wimmer i protagonitzada principalment per Luke Bracey, Edgar Ramírez i Teresa Palmer. Va ser llançada a la Xina el 4 desembre de 2015 per DMG Entertainment, als Estats Units el 25 desembre de 2015 per Warner Bros Pictures i a Espanya l'1 de gener de 2016.

## Repartiment
- Luke Bracey és Jonnhy Utah
- Edgar Ramírez es Bodhi
- Ray Wisnton es Angelo Pappas
- Teresa Palmer és Samsara Dietz
- Matias Varela es Grommet
- Clemens Schick és Roach
- Delroy Lindo és l'instructor de l'FBI
- Tobias Santelmann és Chowder
- Max Thieriot és Jeff

## Càsting
Luke Bracey protagonista el film substituint a Keanu Reeves, Ray Wisnton es fa càrrec del paper de Busey i Edgar Ramírez encarna a Bodhi, un dels papers més reclamats que principalment se li havia donat a Gerard Butler, però al final va ser Edgar qui es va endú el rol.

## Argument
Jonnhy Utah era un excel·lent esportista d'esports de risc, però ho va deixar per una mala passada durant un circuit de moto cros on va morir Jeff el seu millor amic. Ara, després de 7 anys, s'ha presentat al FBI on vol començar una nova vida. El supervisor de l'FBI no creu que sigui el perfil adequat per entrar-hi però ell demostrarà tot el contrari gràcies a un nou cas per resoldre. Un grup de criminals ha robat en una joiera d'un gratacels fugint amb motos saltant per la finestra i deixant anar el paracaigudes. Un altre grup de criminals s'han amagat en un avió que duia un gran paquet que contenia milions de dòlars per un banc i mentres sobrevolaven Mèxic han obert el compartiment de l'avió i han expulsat els carregaments alliberant els diners per l'aire mentres que ells han caigut a la selva sense deixar rastre. Utah en veure aquests dos casos esbrinaa que es son els mateixos criminals, que estan tractant de completar «els 8 d'Ozaki», una llista de vuit proves extremes per honorar les forces de la natura.
Ja han completat tres, i Utah prediu que intentaran el quart en un fenomen de les onades de mar molt poc comú a França. Després de presentar la seva anàlisi, Utah és enviat de forma encoberta a França amb la supervisió d'un agent de camp denominat Pappas. Amb l'ajuda arriba a la zona on es formen aquestes immenses ones i gràcies a les seves aptituds podrà surfegar-les i així aproximar-se al grup de criminals. Utah no aconsegueix surfegar-la i s'endinsa en el mar, encara que Bodhi decideix salvar-lo abans de poder completar l'onada. Per mala sort aquesta prova no l'han pogut completar, però Utah ja forma part del seu grup. El grup està format per Bodhi (el líder), Roach, Chowder i Grommet, tres esportistes d'elit de risc, en el grup també hi ha una noia, Samsara de la qual Utah s'enamora.

## Els 8 d'Osaki
Ono Osaki era un eco-guerrer que va desafiar al món dels esports extrems, portant a terme una sèrie de vuit proves que fan honor de les forces de la natura. El repte és crear una línia perfecta en completar tots els desafiaments. Johnny Utah afirma que és un camí cap a la il·luminació, en canvi Bodhi diu que Ono Osaki estava més interessat en l'equilibri, ell i els altres del seu grup voldran utilitzar l'ensenyament per alliberar l'esperit aconseguint un guany material, mitjançant les activitats criminals, que Utah haurà de posar fi.
Les proves són:
-Força emergent
-Naixement del cel
-Despertar de la terra
-Vida d'aigua
-Vida de vent
-Vida de gel
-Mestre de les sis vides
-Llei de la màxima confiança

### Proves destacables
D'aquestes vuit proves en destaquen les següents quatre:
-Vida d'aigua:
En aquesta prova fan surf amb onades gegants. Aquesta escena es va gravar a prop de Tahití, per la Polinèsia francesa, en el trencament de Teahupo'o on les onades de l' pestiu de 2014 foren prou grans. Aquesta escena va comptar amb la col·laboració del director Philip Boston (billabong odyssey) i amb el campió d'onades gegants l'australià Dylan Longbottom que feia el doblatge de Bodhi, els surfistes profesionals Billy Kemper, Bruce Irons i Laurence "Laurie" Towner, van actuar com extres de Utah. La segona escena d'onades gegants es va rodar a l'illa Hawaiana Maui, en el trencament de Peahi.
-Vida de vent:
Un espectacular salt base en grup. Es va rodar en "el crack" unes muntanyes a prop de Walenstadt, Suïssa. Els professionals que van saltar des d'aquestes enormes superfícies van ser Michael Swanson que feia el paper de Bodhi, el campió de paracaigudes i operador de càmera Jon Devore que va combinar les escenes aèries i feia el doblatge de Utah. Per filmar aquesta escena l'equip de rodatge va haver de gravar-la més de cinquanta vegades. Els encarregats de gravar van ser Johnathan Florez que té el record Guiness per saltar des de 11.830 metres d'altura i el documentalista James Boole.
-Vida de gel:
Utah haurà de demostrar el seu coratge i habilitats amb el snowboard on encapçalarà el grup baixant a més de cent kilòmetres per hora. L'escena consistia a baixar amb snowboard una muntanya gelada i rocosa dels Alps Italians. Com a professional per a fer el doblatge de Utah van escollir al campió Xavier de la Rue que també anava filmant, y com a Bodhi va participar el medallista olímpic Louri Podladtchikov. Aquesta escena tenia la dificultat consistent en què els professionals havien de baixar de dos en dos, cosa que no és una pràctica habitual perquè el primer pot aixecar la neu i encegar al del darrere.
-Mestre de les sis vides:
Escalada sense arnès ni proteccions. Per a la seqüència de l'escalada, el repartiment i l'equip va viatjar al Salt de l'Àngel a Veneçuela. L'equip de la pel·lícula va haver d'aterrar en una petita illa a l'entrada del riu Amazones on no tenien vehicles, l'equip es va moure amb canoes motoritzades. El director va contractar a Linh Nguyen, un vell escalador americà que va ser qui supervisés l'escalada. El rodatge també va tenir lloc a la paret al costat de la cascada. Chris Sharma va servir com a doble de Johnny Utah. Dani Andrada va interpretar el doble de Bodhi, i l'escalador-cineasta Mike Call interpretava a Grommet. Pedro Croft, un escalador canadenc, va ser contractat com un escalador de reserva i per ajudar a donar credibilitat a les escenes.

## Taquilla
El dia de l'estrena al Canadà i USA va aconseguir 4,1 milions de $, durant el cap de setmana va recaptar 9,8 milions de $ més. A la Xina va tenir una recaptació de 38,6 milions de $, a Austràlia va aconseguir $1,5 i a Rússia $1,8.
Ara ja porta un èxit de 107,7 milions de $ aconseguint un petit marge dels 105 milions de $ que es va gastar en tot el film.

### Dificultats
Durant la filmació de l'escena de vida d'aigua a Taithi, el surfista professional Lawrie Towner que feia de doblatge del protagonista va patir un accident quan una onada gegant el va arrossegar provocant-li ferides i una gran contusió al cap que li va fer perdre la memòria.

### Curiositats
A banda de tots els professionals que hi participen i fan possible totes les escenes d'esport de risc, veiem que en l'escena després de la prova vida de gel, fan una festa on surt d'extra el DJ Steve Aoki.